# 유치산업론
유치산업보호론(幼稚産業保護論, 영어: infant industry argument)은 보호무역주의의 경제적 원리이다. 논증의 핵심은 유치산업이 다른 국가들의 더 오래된 경쟁자가 가지고 있을 수 있는 규모의 경제를 갖지 못하는 경우가 있다는 것이며, 그러므로 비슷한 규모의 경제를 달성할 때까지 무역 보호를 할 필요가 있다는 것이다.
이 논증은 1790년 제조업 보고서에서 알렉산더 해밀턴에 의해 처음 언급되었다.

## 같이 보기
- 산업 정책